# Sulcia nocturna
Sulcia nocturna là một loài nhện trong họ Leptonetidae.
Loài này thuộc chi Sulcia. Sulcia nocturna được J. Kratochvíl miêu tả năm 1938.